# Advanced SystemCare Ultimate
Advanced SystemCare Ultimate — це програмне забезпечення, яке інтегрує антивірус, оптимізацію ПК і роботу в інтернеті у єдине рішення. Програма запобігає зависанню і фатальним збоям без зниження продуктивності системи. Advanced SystemCare Ultimate можна використовувати спільно з іншими захисними програмами.

## Принцип роботи
Advanced SystemCare Ultimate поєднує в собі технології антивіруса BitDefender і власний захисний механізм фірми IObit.

## Функції

### Захист
- Аналіз особливостей інформаційної безпеки Windows
- Виявлення і видалення шпигунських та рекламних модулів
- Захист при завантаженні й спільне використання файлів
- Безпечне користування Інтернетом
- Захист без зниження продуктивності системи

### Продуктивність
- Підвищення продуктивності комп'ютера за рахунок оптимізації Windows
- Підвищення швидкості роботи в Інтернеті за рахунок вивільнення власної потужності системи з Internet Booster
- Оптимізація в режимі реального часу з Active Boost (Технологія Active Boost безперервно працює у фоновому режимі й виявляє невикористані ресурси)
- Глибоке очищення системного реєстру
- Максимальна продуктивність жорсткого диска
- Понад 20 «розумних» засобів для поліпшення роботи комп'ютера
- Можливість перемикатися між режимом для роботи та режимом для ігор

### Захист особистих даних
- Автоматичне видалення конфіденційних даних
- Блокування несанкціонованого доступу до особистих даних

## Критика
Деякі користувачі критикують програму за те, що вона виконує «фіктивні» дії. Наприклад, знаходить віруси й трояни після власного очищення системи. По легкості установки програма отримала одну зірку з 5, так як із 12 тестових систем коректно вона була встановлена лише на 11.